# Percus
Percus es un género de escarabajos de la familia Carabidae.

## Especies
- Percus bilineatus Dejean, 1828
- Percus corrugatus Billberg, 1815
- Percus corsicus Audinet-Serville, 1821
- Percus cylindricus Chaudoir, 1868
- Percus dejeanii Dejean, 1831
- Percus espagnoli Lagar Mascaro, 1965
- Percus grandicollis Audinet-Serville, 1821
- Percus guiraoi Perez Arcas, 1869
- Percus lineatus (Solier, 1835)
- Percus passerinii Dejean, 1828
- Percus patruelis L. Dofour, 1820
- Percus paykulli (P. Rossi, 1792)
- Percus plicatus Dejean, 1828
- Percus politus Dejean, 1831
- Percus reichei Kraatz, 1858
- Percus strictus Dejean, 1828
- Percus stultus L. Dufour, 1820
- Percus villae Kraatz, 1858